# 安芸こうじ
安芸 こうじ（あき こうじ、本名：安芸 こうじ（あき こうじ）、1975年11月6日 - ）は、プロレスのレフェリー。大阪府出身。身長165cm、体重56kg。血液型A型。

## 経歴
2002年、IWA・JAPANに入団（同期には竹迫望美）。2003年7月6日、IWA・JAPAN 横須賀ヴェルーニ公園大会、SHURA vs ボブ・チャック戦よりレフェリーデビュー。
ジャガー横田の指導を仰ぎジャガー道場でプロレス基礎を磨く、東京消防庁 救命技能認定、Hair&Make-up　Artist・プロレス団体ポスター撮影・DVD撮影に参加、T-shirt Designerとしても活躍している。
IWA・JAPAN退団後はフリーで活動。Future Star・2丁目プロレス・DDT-BOYS-等、歌舞伎町（新宿FACE）に勤務。